# جورج هينشاو (لاعب كرة قاعدة)
جورج هينشاو (بالإنجليزية: George Hinshaw)‏ هو لاعب كرة قاعدة أمريكي، ولد في 23 أكتوبر 1959 في لوس أنجلوس في الولايات المتحدة.

## وصلات خارجية
- جورج هينشاو على موقع الدوري الياباني لكرة القاعدة (الإنجليزية)
- جورج هينشاو على موقعبيزبول رفرنس.كوم (الدوري الرئيسي) (الإنجليزية)
- جورج هينشاو على موقعبيزبول رفرنس.كوم (الدوري الثانوي) (الإنجليزية)
- جورج هينشاو على موقع إي إس بي إن.كوم (أم.أل.بي) (الإنجليزية)
- جورج هينشاو على موقع مشجعي الرسوم البيانية (الإنجليزية)